# 8289 An-Eefje
8289 An-Eefje eller 1992 JQ3 är en asteroid i huvudbältet som upptäcktes den 3 maj 1992 av den belgiske astronomen Henri Debehogne vid La Silla-observatoriet. Den är uppkallad efter de båda belgiska kvinnorna An och Eefje.